# قصعين الكهان
قصعين الكهان كما يُعرف باسمه اللاتيني سالفيا ديفينورام (وتدعى محلياً ماريا الراعية أو ماريا باستورا أو ببساطة سالفيا) هو نوع من النباتات نفسانية التأثير تؤدي إلى حدوث رؤى وتجارب روحية. موطنها الأصلي في غابة ضبابية بمنطقة سييرا مازاتيكا الجبليَّة المعزولة ضمن ولاية واهاكا جنوب شرقيّ المكسيك، وتنمو في الأماكن الظليلة والرطبة. ويصل ارتفاعها إلى المتر. تحوي أوراقها على مُرَكَّبات تُماثل أشباه الأفيونيات تحضّ على الهلوسات. ما زال ثمة عدم دراية علميَّة محيطة بهذا النوع فيما يتعلق بتأثيرها السُمِّيّ أو آثارها الضائرة أو مدى أمان استِهلاكها على الأمد الطويل بسبب عدم إجراء أبحاث سريرية وافية ودراستها دراسةً كافية معمقة.

## التاريخ
يقع الموطن الأصلي لنبتة قصعين الكهان في سييرا مازاتيكا بولاية واهاكا المكسيكية، وما زال شعب المازاتيك يستخدمها أساساً لتسهيل الرؤى الشامانية في سياق العلاج أو الكهانة.

## الحالة القانونية
تفرض العديد من البلدان حول العالم قيوداً قانونية على «قصعين الكهان» بطريقة أو بأخرى. النبتة محظورة قانوناً منذ عام 2015 في أستراليا وألمانيا وإيطاليا وجمهورية أيرلندا وبلجيكا وبولندا والبرتغال وجمهورية التشيك والدنمارك ورومانيا والسويد وسويسرا ولاتفيا وليتوانيا وكوريا الجنوبية وكندا وكرواتيا وهونغ كونغ واليابان، أمَّا في تشيلي وفرنسا وإسبانيا فيسمح القانون بحيازتها وزراعتها، ولكن يحظر بيعها، في حين يسمح القانون بحيازتها في روسيا مع حظر زراعتها أو بيعها. تُعامل قوانين كل من النرويج وآيسلندا وفنلندا وإستونيا نبتة «قصعين الكهان» باعتبارها عشبة طبية تستلزم وصفة طبية.
قد يكون من الصعب بمكان تطبيق القوانين والتشريعات الحاظرة بسبب تمتعها بمظهر يصعب وصفه فأوراقها تفتقر إلى السمات المميزة بالمظهر وليس لها رائحة يمكن كشفها على النقيض من العديد من النباتات المخدرة الأخرى. يمكن زراعة «قصعين الكهان» كأي نبات منزلي دون الحاجة للجوء لأي أدوات خاصة على غرار أضواء الزراعة الاصطناعية أو أنظمة الزراعة في الماء.